# Bieren (Rödinghausen)
Bieren is een plaats in de Duitse gemeente Rödinghausen, deelstaat Noordrijn-Westfalen. Een actueel bevolkingscijfer is niet bekend. Actuelere, nauwkeurige gegevens dan ten tijde van de gemeentelijke herindeling van 1 januari 1969 zijn niet beschikbaar, met uitzondering van een ongedateerde, vermoedelijk uit de jaren 1980 stammende opgave op de gemeentelijke website, die voor Bieren een bevolkingscijfer van 1.299 personen vermeldt. De grootste helft van de bevolking is evangelisch-luthers.

## Geografie, verkeer
Bieren bestaat eigenlijk uit een verzameling kleine dorpjes en gehuchten. Hiervan zijn naast Bieren zelf vermeldenswaardig:
- Stukenhöfen, in het noorden, hoog in het Wiehengebergte
- Dono, vanwege het landschaps- en natuurschoon en omdat daar een beroemde stoeterij gevestigd is.

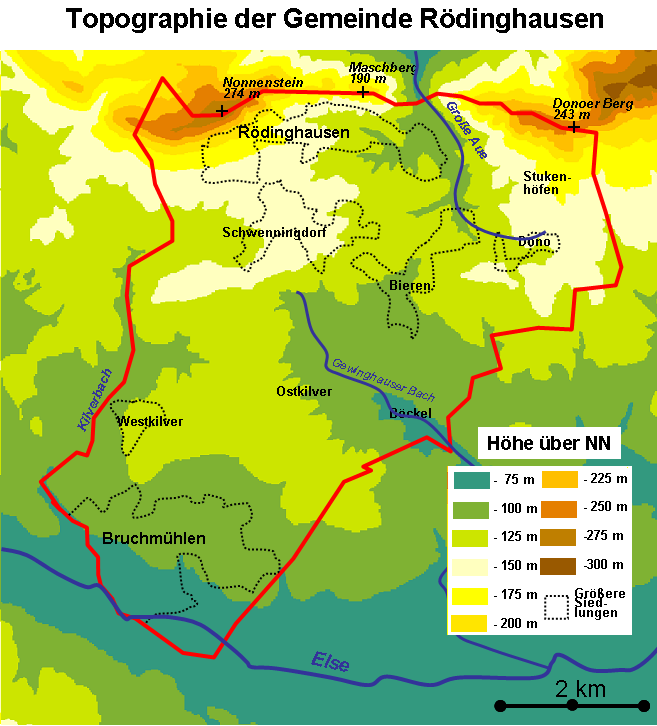
Reliëfkaart gemeente Rödinghausen

Bij Bieren is een doorbraakdal in het Wiehengebergte, waar de bij Dono ontspringende Große Aue, die hier ook wel Mühlenbach, molenbeek, heet, doorheen stroomt, noordwaarts richting Preußisch Oldendorf en Rahden.
Het dorp Bieren ligt ongeveer 4 kilometer ten oosten van het hoofddorp Rödinghausen en 5 à 7 kilometer ten noordwesten van de stad Bünde. Bieren heeft een, in 2007 vernieuwd, stationnetje (Bahnhof Bieren-Rödinghausen) aan de spoorlijn Bünde-Rahden (Ravensberger Bahn).

## Bezienswaardigheden
- Het natuurschoon van het Wiehengebergte
- Kasteel Haus Böckel. Het is privé bewoond. Eromheen is een kasteelpark met beeldentuin en in het gebouwencomplex zijn enkele kleine musea.

## Afbeeldingen

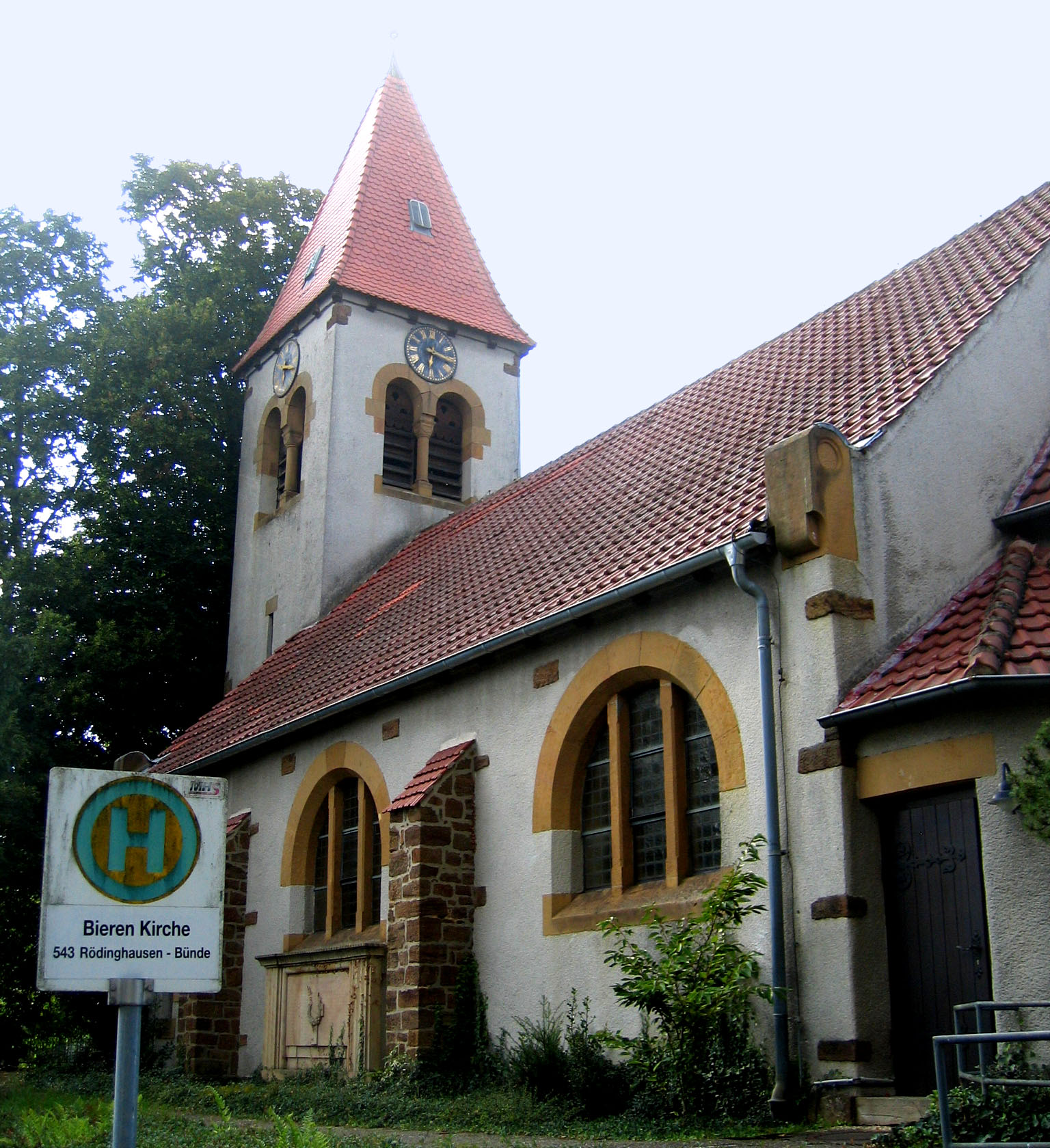
Evang.-lutherse dorpskerk van Bieren
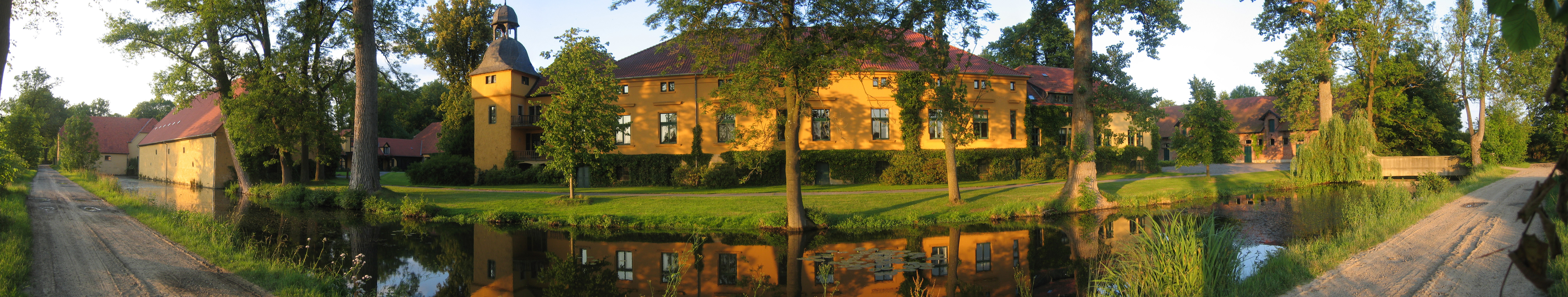
Kasteel Böckel
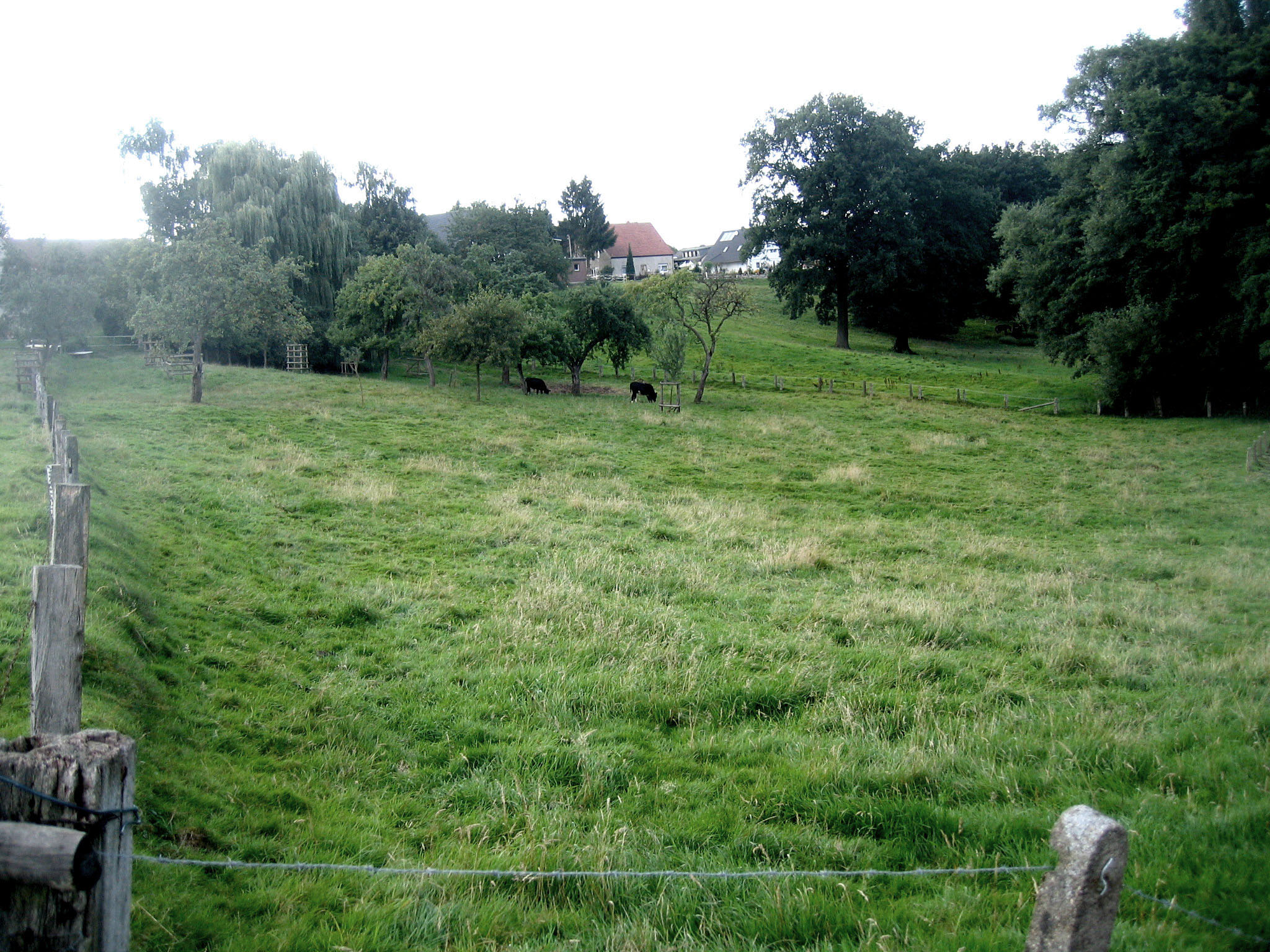
Een (zie de sporen van plaggen steken links) door de mens uitgediepte Siek (vochtige laagte) bij Dono

## Belangrijke personen in relatie tot Bieren
- Hertha Koenig (24 oktober 1884 op kasteel Böckel, Bieren - 12 oktober 1976 ibidem), Duits dichteres en schrijfster; zij onderhield haar leven lang contacten met Duitse prominenten van uiteenlopende politieke opvattingen, niet alleen in de literatuur en filosofie (Martin Heidegger), maar ook in de politiek (Theodor Heuss). Zij schreef een biografie van Rainer Maria Rilke, met wie zij tot Rilke's dood bevriend was geweest (Rilkes Mutter; laatste deel voltooid in 2002). In haar kasteel Böckel organiseerde zij tal van concerten en literaire bijeenkomsten. Deze traditie werd in dit kasteel na haar dood voortgezet. Er bestaat een op kasteel Böckel gevestigde Hertha-Koenig-Gesellschaft, die sedert 2004 op onregelmatige tijdstippen een literatuurprijs (Hertha-Koenig-Literaturpreis) toekent.